# Waratahs
O New South Wales Waratahs ou simplesmente Waratahs é uma agremiação profissional de rugby da Austrália franqueado ao Super 14 fundado em 1996 e administrado pela New South Wales Rugby Union, jogando atualmente no Sydney Football Stadium na cidade de Sydney. Representa a região de Nova Gales do Sul, uma das mais importantes do rugby union australiano.

## O time
O Waratahs nada mais é que a seleção de rugby da Nova Gales do Sul, um dos estados australianos. A primeira formação da equipe data de 1882 e tem grande rivalidade com o selecionado de outro grande estado australiano, o estado de Queensland, representado no Super Rugby pelo Queensland Reds.
A logomarca
O escudo do time é a flor de Waratah, simbolo da região australiana que representa, onde é muito presente.